# Gianpiero Zinzi
Gianpiero Zinzi (Caserta, 15 gennaio 1983) è un politico italiano, dal 13 ottobre 2022 deputato alla Camera per la Lega - Salvini premier, di cui è dal 23 settembre 2024 commissario regionale in Campania.

## Biografia
Nato e cresciuto a Caserta, ma originario di Marcianise, è figlio di Domenico Zinzi, sottosegretario alla salute nel governo Berlusconi III, deputato dal 2006 al 2013 per l'UdC e presidente della Provincia di Caserta dal 2010 al 2015. 
Si candida alle elezioni del 2013 per la Camera dei deputati con l'UdC, risultando però non eletto.

### Elezione a consigliere regionale
Alle elezioni regionali in Campania del 2015 si candida con Forza Italia, nella mozione del presidente uscente Stefano Caldoro, risultando eletto nel collegio di Caserta con 21.781 preferenze (il più votato nel collegio e tra i più votati d’Italia per percentuale di elettori) in consiglio regionale della Campania, dove ricopre l'incarico di presidente della 3ª Commissione speciale Terra dei Fuochi, bonifiche ed ecomafie, depositando molte proposte di legge tra le quali: lo smantellamento dei campi rom in Campania e sulle emissioni odorigene originate da attività antropiche. Durante il suo mandato si è battuto per garantire la continuità delle terapie Aba per bambini e ragazzi affetti da disturbo dello spettro autistico ed è stato al fianco degli allevatori casertani per difendere il patrimonio zootecnico e per il completamento del Policlinico di Caserta.
Nel 2019 il Mattino lo elegge come il consigliere regionale più produttivo in Campania.

### Rielezione al consiglio regionale
Nel 2020 lascia definitivamente Forza Italia, dopo evidenti contrasti con Armando Cesaro, per aderire a Cambiamo! di Giovanni Toti, abbandonandolo però di lì a poco.
In vista delle regionali campane del 2020 aderisce alla Lega di Matteo Salvini e con cui si ricandida, a sostegno dell'ex presidente Stefano Caldoro, venendo rieletto nel medesimo collegio con 15.764 preferenze in consiglio regionale, dove ricopre l'incarico di capogruppo del gruppo consiliare della Lega.

#### Candidatura a sindaco di Caserta
In vista delle elezioni amministrative del 2021 viene candidato a sindaco di Caserta, sostenuto da una coalizione di centro-destra formata da Fratelli d'Italia, Prima Caserta, Forza Italia e le liste Gianpiero Zinzi per Caserta, Caserta nel Cuore, UDC – DC – Caserta di Idee, Caserta Nuova e Caserta Green - No al biodigestore, raccogliendo il 30,06% dei voti al primo turno e accedendo al ballottaggio col sindaco uscente di centro-sinistra Carlo Marino (35,34%). Al ballottaggio del 17-18 ottobre Zinzi raccoglie il 46,35% e viene sconfitto da Marino col 53,65%. Viene comunque eletto consigliere comunale di Caserta in quanto candidato sindaco non eletto.

### Elezione a deputato
Alle elezioni politiche anticipate del 2022 viene ricandidato alla Camera, come capolista della Lega nel collegio plurinominale Campania 2 - 01, risultando eletto deputato. Nella XIX legislatura è componente della 8ª Commissione Ambiente, Territorio e Lavori pubblici, della Commissione parlamentare antimafia e membro supplente del Collegio d'appello.
Il 23 settembre 2024 viene nominato da Salvini commissario regionale della Lega in Campania, sostituendo Claudio Durigon nominato vicesegretario federale della Lega.